# Lucho Vega
Luciano Gastón Vega Albornoz (Córdoba (Argentina), 9 de abril de 1999) es un futbolista argentino que juega de centrocampista y su equipo actual es el Union de Leiria de la Segunda Liga.

## Trayectoria
Lucho Vega es un jugador formado en el Deportivo Atalaya y River Plate. En la temporada 2019-20, debuta con el filial de River Plate con el que disputa 15 partidos oficiales en los que marca dos tantos, ambos ante Argentinos Juniors.
El 31 de enero de 2020, firmó su primer contrato profesional con el club argentino y se marchó en calidad de cedido por 2 temporadas al Estoril Praia, aunque acabaría la temporada en el equipo sub-23.
El 31 de marzo de 2021, firmó por el Estoril Praia de la Segunda de Portugal. Dos meses después, logró el ascenso a la Primera División del fútbol portugués.
El 25 de julio de 2021, Vega debutó con el Estoril Praia en la victoria por 2-1 en la Copa de la Liga de Portugal sobre el C.D. Nacional. Hizo su debut en la Primeira Liga el 7 de agosto de 2021, reemplazando a Lorentz Rosier al final de la victoria por 2-0 en el F.C. Arouca.
El 31 de agosto de 2021, firma por la AD Alcorcón de la Segunda División de España por una temporada, en calidad de cedido por el Estoril Praia.
El 31 de enero de 2022, tras disputar 16 partidos de Liga, seis de titular, para un total de 578 minutos con la AD Alcorcón, el conjunto alfarero rescinde el contrato de cesión del jugador argentino y Lucho regresa al Estoril Praia de la Primeira Liga.

## Clubes
| Club           | País      | Año       | PJ | Goles |
| -------------- | --------- | --------- | -- | ----- |
| River Plate II | Argentina | 2019      | 15 | 2     |
| Estoril Praia  | Portugal  | 2020-     | 2  | 0     |
| AD Alcorcón    | España    | 2021-2022 | 16 | 0     |